# Steven Klein
Steven Klein, né le 30 avril 1965, est un photographe américain de mode et de publicité vivant à New York.

## Histoire
Après des études de peinture à l'École de design de Rhode Island, il s'installe dans le domaine de la photographie. Klein fait tourner des campagnes de grande envergure en faisant de la publicité pour divers clients dont Calvin Klein, D & G, Alexander McQueen et Nike et contribue régulièrement à des revues comme Vogue et Vogue Paris, i-D, Numéro, W et Arena. Son œuvre a figuré dans de nombreuses expositions, dont au plus récemment à la galerie Gagosian, à la galerie Brancolini Grimaldi de Florence, et à la galerie acte2rivegauche à Paris en 2014 (collaborant ainsi avec les designers Gilles & Boissier). Steven Klein est bien connu pour ses éditoriaux magazine W avec Madonna, Tom Ford, Brad Pitt et de nombreux autres. Il travaille souvent avec le réalisateur en chef David Devlin. Steven Klein est représenté par les artistes Todd Shemarya pour la photographie du film et la centrale du film pour des publicités. Il était le photographe du troisième album studio de Britney Spears, Britney. En mai 2010, la chanteuse américaine Lady Gaga annonce que Klein est le réalisateur du videoclip du 3e single de son second album, Alejandro. Puis en 2012, pour la campagne du parfum de Lady Gaga, Fame, le photographe réalise la vidéo promotionnelle.

## Avec Madonna

### X-STaTIC PRO=CeSS
En 2003, Klein a collaboré avec Madonna pour créer une installation d'exposition sous le nom X-STATIC PRO=CESS. Il comprenait la photographie depuis le photoshoot du W Magazine et sept segments vidéo. L'installation couru du 28 mars au 3 mai 2003 à New York Gallery, Deitch Projects, elle a ensuite voyagé à travers le monde sous une forme modifiée.
Le titre de l'exposition vient d'une chanson appelée X-Static Process extraite de l'album American Life (2003) de Madonna.
Madonna a ensuite utilisé la vidéo de l'exposition dans son 2004 Re-Invention Tour pendant les représentations de The Beast Within et Vogue. Madonna a également utilisé les photographies de Klein sur ses albums Confessions on a Dance Floor et Hard Candy. Klein a également contribué pour Madonna aux vidéos du Confession Tour (2006) et à des prises de photo dans plusieurs magazines, ainsi que pour la campagne de publicité Dolce & Gabbana de 2010.

### Secret Project Revolution
Le 24 septembre 2013, après plusieurs mois de'annonce, Steven Klein et Madonna révèlent leur Secret Project Revolution : il s'agit d'un film de 17 minutes dans lequel la chanteuse promeut la liberté d'expression et la tolérance, dédiant son film aux personnes persécutées en raison de leur origine, religion, genre ou orientation sexuelle. Le fil est diffusé lors de projections clandestines dans des grandes villes comme San Francisco, Londres, Toronto, Tel Aviv, Paris, Berlin, Rome et Chicago[source secondaire souhaitée]. Un site internet créé pour l'occasion, Art for Freedom[réf. nécessaire], invite les internautes à publier leurs propres œuvres illustrant leur vision de la liberté.

## Courts métrages
- Lady Gaga - Fame (2012)
- Madonna - secretprojectrevolution (2013)

## Clips
- Lady Gaga - Alejandro (2010)
- Brooke Candy - Opulence (2014)
- Kanye West - Wolves (2016)
- Nicki Minaj - Chun Li (2018)